# ゆりえ
ゆりえ（1990年4月25日 - ）は、日本のシンガーソングライター、女優。東京都世田谷区出身。
昭和音楽大学音楽学部作曲学科サウンドプロデュースコース（クリエイター専攻）出身。
シンガーソングライター・夕夏とのユニット「ユカリエ」、ポップロックバンド「うねり」、ニューサディスティックピンク（N.S.P）のベーシスト・平賀和人とのユニット「YSP（ゆりえすぴー）」のギター&ヴォーカル。ソロではA Picture of Lily名義で活動。
作詞・作曲家ワークでは「Castella（カステラ）」名義としても活動。
舞台やミュージカルなどに出演するなど、女優としても活動。
タレントや声優、CMや映画などにも楽曲提供。

## 生い立ち
東京女学館小学校在学中の10歳の時に、クラブ部活動で箏曲部に所属。楽器の魅力に目覚める。12歳から家にあったピアノで鼻歌作曲を始める。いとこの影響で見始めた「堂本兄弟」をきっかけにギターの弾き語りに憧れ14歳の時に祖父母からアコースティックギターを買ってもらう。16歳で初めてライブハウス出演を果たし、ライブ活動を開始すると同時に、音大進学には受賞歴が必要と感じ、数々のコンテストに参加する。文化庁後援 音楽甲子園に於いて3冠受賞、ヤマハ主催のMusic Revolution(旧ポピュラーソングコンテスト)に東京ファイナリストなど複数受賞する。17歳で受けたオーディションでレコード会社の目に留まり19歳でシンガーソングライターとしてデビュー、20歳で作詞作曲家としてメジャーデビューを果たす。
音大卒業の2013年時点ではレコード会社の制作ディレクターを志すも、恩師の誘いで受けたオーディションに合格し、アミューズに所属。虎姫一座のメンバーとして舞台デビュー。
以後、ライブ出演や楽曲提供、舞台出演を続けている。

## 受賞歴
- 2008年「高校生創作音楽コンテスト 音楽甲子園」優秀歌曲賞。
- 2008年「高校生ヴォーカリストコンテスト V-1グランプリ」審査員特別賞、オーディエンス賞。
- 2009年「高校生創作音楽コンテスト 音楽甲子園」優秀作曲賞、優秀作詞賞、ベストプレイヤー賞3冠。
- 2010年「ヤマハ主催 Music Revolution」東京ファイナル進出。
- 2012年「ヤマハ主催 Music Revolution」宮地楽器うたごころ選手権 グランプリ

ほか

## 楽曲提供

### アーティスト
- 2010年11月 パク・クァンヒョン 日本デビューシングル「守りたい」／バッドニュース音楽出版（作詞・作曲・アレンジ・コーラス）
- 2011年 5月 パク・クァンヒョン「リベンジ」／バッドニュース音楽出版（訳詞）
- 2013年 1月 中島愛「素直」詞曲提供／ビクター・フライングドッグ（作詞・作曲）
- 2014年 2月 「素直」収録の中島愛ラストアルバム初回盤／ビクター・フライングドッグ（作詞・作曲）
- 2015年 7月 PINK☆MANMOTH「キミとボク／8月31日」(作詞・作曲)
- 2015年 11月 MERRY PROJECT チャリティCD「はーいにっこり」(作詞・作曲)
- 2017年 3月 PINK☆MANMOTH「I want to know」(作曲)
- 2017年 4月 PINK☆MANMOTH「so into you～止められない感情～」(作曲)
- 2019年 5月 元キャンディーズ・伊藤蘭ソロデビューアルバム「My Bouquet(マイブーケ)」内「ミモザのときめき」（作曲）
- 2021年 12月 徳間ジャパンコミュニケーションズよりデビュー・ヒラリアス川村颯也「東京-Longed for Town-」（アレンジ）
- 2022年 5月 朗読ユニット・KIREI（松坂貴久子・中村悦子・寺田理恵子）「きらめき☆マイストーリー」（作曲・アレンジ・プロデュース）

### 舞台
- 2010年6月 明治学院大学 演劇研究部秋季定例公演「EverLand」主題歌・挿入歌（作曲・アレンジ）
- 2013年 1月 ミュージカル「マルコポーロの夢」挿入歌（作曲）
- 2016年 6月 音楽劇「モンブラン～黄昏のROUTE69～」主題歌（作詞・作曲・歌・演奏）
- 2017年 12月 舞台「絵葉書の場所」（作曲・アレンジ・ギター演奏）
- 2018年 6月 ミュージカル「VOICE」（一部作詞）
- 2018年 8月 ミュージカル「アンデッドウォー」（作曲・アレンジ）
- 2018年 12月ミュージカル「カレシがふたりになっちゃった！」（作曲・アレンジ）
- 2019年 9月 音楽朗読劇「母と娘のバラード」（劇伴）
- 2022年 5月 朗読会「KIREI de SHOW」（劇伴・SE）
- 2023年 1月 朗読会「Tea Time 朗読会」（一部劇伴）
- 2023年 2月 朗読劇「原口大平 話し手生活50周年〜ことばの玉手箱〜」（劇伴・SE）
- 2023年 2月 朗読劇「コンパーニョ」（劇伴）
- 2023年 5月 朗読劇 朗読ユニットKIREI公演『口紅のとき』（劇伴）
- 2023年 5月 朗読劇朗読赤十字奉仕団設立10周年記念 チャリティー朗読会 「和・輪・話」（一部劇伴）
- 2023年 7月 音楽朗読劇「めぐり逢いはすべてを越えて〜The Way We Are〜」（アレンジ・サウンドプロデュース・出演）
- 2023年 7月 朗読会「コンパーニョ」（劇伴）

### CM
- 2011年5月　「GUNZE パパの日にパンツを送ろう！」企画CM（作曲・アレンジ・歌）
- 2012年5月　「Hie Hie Mat」店頭用商品CM（作曲・アレンジ）
- 2014年5月　「Compact cool」店頭用商品CM（作曲・アレンジ）
- 2022年12月 「スーツの東海道五十三次 自転車の旅」（YouTuber スーツ著・二見書房）　ほか

### 映像系
映像 楽曲提供
- 2012年 3月 映画『The Lost World』（一部作曲・アレンジ）
- 2013年 5月 映画『絶叫学級』（一部作曲・アレンジ・歌）
- 2022年 12月 朗読『日本の母とアメリカのマム』岡田光世（劇伴）
- 2022年 3月 二見書房SNS書籍紹介動画（一部作曲）

### ゲーム
- 2012年 プレイステーションポータブル３ゲーム「萌え萌え大戦争☆げんだいばーん++」エンディングテーマ（作詞・作曲・アレンジ・歌）

## 影響を受けた人物
- 作曲・DTMを益田トッシュ氏、高木茂治氏
- 編曲・楽典を内堀 勝氏、岡本大介氏
- ヴォーカルを潮見佳世乃氏、柴矢裕美氏
- 声楽を益田雅子氏
- ギターを稲葉政裕氏
- プロデュースを牧村憲一氏
- レコーディングを湊雅行氏
- PA技術を由雄正恒氏、小瀬高夫氏
- 演技・ダンスを福島桂子氏、Panicrew中野智行氏
- ナレーション技術・演技を西條久美子氏

などの各師に師事。
三木たかし、筒美京平、久石譲、坂本龍一、織田哲郎、伊秩弘将、小室哲哉、荒井(松任谷)由実、大貫妙子、小田和正、村下孝蔵、Richard Rodgers、Sylvester Levay、Astrud Gilbert、Carpenters、Elton John、Carol King、Neil Sedaka、Joni Mitchell、Sheryl Crow、Michelle Branch、Alan Menkenなど。